# Duguetia arenicola
Duguetia arenicola är en kirimojaväxtart som beskrevs av Paulus Johannes Maria Maas. Duguetia arenicola ingår i släktet Duguetia och familjen kirimojaväxter. Inga underarter finns listade i Catalogue of Life.